# Andrzej Pawlukiewicz
Andrzej Pawlukiewicz (ur. 7 sierpnia 1953 w Gdańsku) – polski muzyk, pianista, członek i kierownik muzyczny grupy "Wały Jagiellońskie", kompozytor i aranżer.
Absolwent III Liceum Ogólnokształcącego im. Bohaterów Westerplatte w Gdańsku.
Pisał piosenki m.in. dla Elżbiety Adamiak (wziął udział w nagraniu jej płyty Do Wenecji stąd dalej co dzień).